# Affaire Troadec
Pour les articles homonymes, voir Troadec.
L'affaire Troadec, parfois appelée affaire des disparus d'Orvault, est une affaire criminelle concernant le meurtre, dans la nuit du 16 au 17 février 2017, des quatre membres de la famille Troadec à Orvault, commune de l'agglomération nantaise, en Loire-Atlantique. L'affaire débute le 23 février 2017 lorsqu'une sœur de Brigitte Troadec, inquiète de l'absence de nouvelles de sa sœur, alerte la police. Au domicile de la famille, des traces de sang sont retrouvées, déclenchant l'ouverture d'une enquête criminelle. Le 5 mars 2017, Hubert Caouissin, beau-frère de Pascal Troadec, le père de famille disparu, est placé en garde à vue avec sa compagne à la suite de la découverte de son ADN sur le lieu du crime. Le lendemain, il avoue le meurtre des quatre membres de la famille Troadec et est mis en examen pour assassinat.
À l'époque des faits, l'affaire connait un retentissement médiatique important du fait de sa proximité géographique et de ses similitudes avec l'affaire Dupont de Ligonnès. En effet, seulement quatre kilomètres séparent les deux scènes de crime.
Le 7 juillet 2021, Hubert Caouissin est reconnu coupable du quadruple meurtre de Pascal, Brigitte, Sébastien et Charlotte Troadec. Il est condamné à 30 ans de réclusion criminelle. Lydie Troadec, sa compagne, est reconnue coupable de recel de cadavres et de modification de la scène du crime. Elle est condamnée à 3 ans de prison, dont un avec sursis.

## Origine de l'affaire
Hélène M., une des deux sœurs de Brigitte Troadec, s'inquiète du silence inhabituel de sa sœur, son beau-frère et leurs enfants :
- Pascal, le père, né le 12 septembre 1967 (49 ans), plasturgiste ;
- Brigitte, la mère, née Soliveres le 2 novembre 1967 (49 ans), fonctionnaire du Trésor public à Nantes[4],[5] ;
- Sébastien, leur fils, né le 11 février 1996 (21 ans), étudiant ;
- Charlotte, leur fille, née le 29 juin 1998 (18 ans), étudiante.

En effet, aucun membre de la famille n'a donné signe de vie depuis le 16 février 2017. La famille est domiciliée rue d'Auteuil, un secteur plutôt résidentiel et pavillonnaire, situé non loin du centre d'Orvault, près de Nantes,.
Toujours sans nouvelle, Hélène M. décide, le 23 février 2017, d'alerter les autorités compétentes.

## Enquête

### Premiers éléments
Le procureur de la République du tribunal judiciaire de Nantes déclare le 27 février que : 

« Si le contexte de violences graves ayant présidé à la disparition de la famille Troadec semble désormais établi ; en revanche les circonstances entourant la commission des faits demeurent indéterminées et ne permettent pas de savoir si nous avons affaire à un drame familial ou à l’intervention d’une ou plusieurs personnes étrangères à la famille. »

Les enquêteurs ont en effet relevé des éléments inquiétants : des traces de sang identifiées comme appartenant à trois des membres de la famille, hormis le sang de Charlotte, qui n'apparaît nulle part, et des indices suggérant un départ précipité sans qu'on sache s'il était volontaire ou contraint. Les véhicules des deux parents sont restés dans la propriété de la famille, seule la voiture Peugeot 308 du fils a disparu.
Le 1er mars, une joggeuse retrouve un pantalon et la carte Vitale de Charlotte près de Dirinon, dans le Finistère (département dont sont originaires les parents). Un livre scolaire au nom de Pascal Troadec est également retrouvé en bord de route, ainsi que deux linges semblables à des draps, dans cette même ville de Dirinon.
Le lendemain 2 mars 2017, les policiers retrouvent le véhicule de Sébastien garé sur le parking de l'église Saint-Joseph, dans le quartier de Méan-Penhoët à Saint-Nazaire,.

### Arrestation des suspects

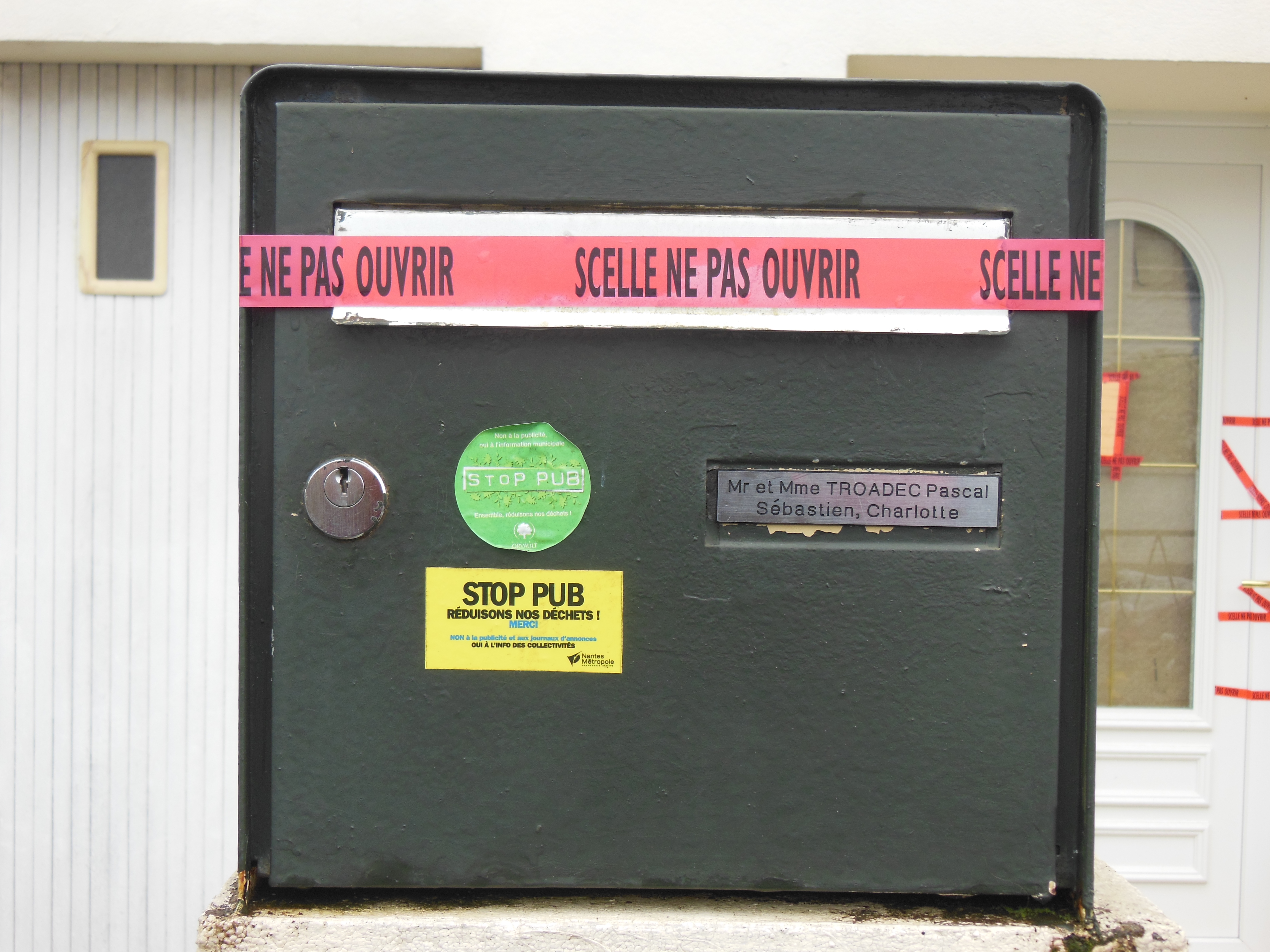
Boîte aux lettres de la famille Troadec, placée sous scellés.

Le 5 mars 2017, Lydie Troadec, la sœur de Pascal Troadec, et son ex-compagnon, Hubert Caouissin, sont placés en garde à vue au commissariat de Brest. Des traces d'ADN de ce dernier sont retrouvées au domicile des victimes, ainsi que dans le véhicule de Sébastien, alors que le suspect avait déclaré, lors d'une précédente audition, ne plus avoir de contact avec la famille Troadec depuis plusieurs années. Dans la soirée, l'homme avoue être l'auteur du quadruple meurtre. Il est mis en examen et écroué pour « assassinats » et « atteinte à l'intégrité d'un cadavre ». Sa compagne, Lydie Troadec, a, quant à elle, été mise en examen et écrouée pour « modification de l'état des lieux d'un crime et recel de cadavres ». Le mobile serait dû à un différend survenu lors d'un partage d'héritage : le suspect aurait soupçonné Pascal Troadec de s'être approprié, après le décès de son père en 2010, des lingots et pièces d'or que ce dernier aurait détenus. Ces lingots proviendraient d'un trésor découvert en 2006 par le père de Pascal, alors artisan plâtrier, au cours de travaux effectués dans un immeuble ancien du quartier de la Recouvrance, à Brest. En infraction avec la législation, celui-ci aurait subtilisé la totalité du trésor sans informer de sa trouvaille le propriétaire de l'immeuble ni l'administration. En mars 2017, ce prétendu trésor reste introuvable.
Le 10 mars, des « fragments de quatre corps humains et des bijoux appartenant à la famille » sont retrouvés à Pont-de-Buis-lès-Quimerch, dans le Finistère, dans la ferme appartenant au suspect. Ils sont expertisés pour identification ADN.
Le 21 mars, l'analyse ADN confirme que les fragments de corps retrouvés appartiennent à Pascal, Brigitte, Sébastien et Charlotte Troadec.

### Aveux
Le 6 avril 2017, devant le juge d'instruction, Hubert Caouissin passe aux aveux et livre une description détaillée de la nuit du meurtre. Il prétend avoir tué les quatre membres de la famille après avoir été surpris dans la maison le soir du crime, mais cette version ne convainc pas les enquêteurs, : comment un homme seul aurait-il pu tuer quatre adultes simultanément ? Les enquêteurs penchent pour un crime avec préméditation où les victimes auraient été tuées pendant leur sommeil. Au 14 avril, après les aveux détaillés, les résultats d'une morphoanalyse des traces de sang, dans la maison d'Orvault, sont très attendus par la police pour trancher la question : meurtre ou crime avec préméditation.
Dans son numéro du 13 avril 2017, Le Télégramme révèle que la gendarmerie a été mise sur la piste du beau-frère par une lettre anonyme venant de la famille : « Arrêtez de chercher du côté de Sébastien. Il n'a rien à voir avec tout ça. Allez plutôt voir le beau-frère de Pascal. Il est jaloux de lui à en crever ». Les soupçons au début de l'enquête se sont en effet portés sur Sébastien, étudiant en BTS informatique, décrit comme un geek ayant « souffert de fragilités psychologiques ». Ce sont les traces d'ADN de Hubert Caouissin, retrouvées sur un verre d'eau au domicile des victimes, qui ont persuadé la gendarmerie du sérieux de cette piste,.
Hubert Caouissin a longuement détaillé aux enquêteurs ce qu'il s'est passé dans la nuit du 16 au 17 février, lorsqu'il s'est introduit dans la maison familiale d'Orvault (Loire-Atlantique) et aurait tué ses occupants. Ses aveux tiennent sur dix-sept pages et sont largement publiés dans la presse locale le 13 avril par Le Télégramme qui reprend les procès-verbaux d'audition du suspect et ce qu'il a déclaré aux enquêteurs le 5 mars, lors de sa garde à vue,.
Le 9 juin 2017, Hubert Caouissin est à nouveau entendu par les juges d'instruction sur le transport des corps jusqu’à sa ferme, à Pont-de-Buis-lès-Quimerch (Finistère), et sur le nettoyage de la maison des Troadec, à Orvault.
Le 6 février 2018, Hubert Caouissin est entendu par le juge d'instruction sur ses relations avec les membres de la famille Troadec avant les faits.

### Reconstitution
Le 12 mars 2019, une reconstitution est organisée avec la présence de Hubert Caouissin, principal suspect, accompagné de ses deux avocats, dans sa propriété de Pont-de-Buis dans le Finistère, là où ont été retrouvés les restes de la famille Troadec. Malgré les aveux du suspect, de nombreuses zones d'ombre demeurent puisque les corps n'ont toujours pas été retrouvés en entier et que l'histoire des lingots d'or reste hypothétique,,,.
Le 2 avril 2019, les enquêteurs sont à la recherche des crânes des victimes, en l'absence d'Hubert Caouissin, meurtrier présumé de la famille Troadec, afin de faire la lumière sur les circonstances de leur meurtre. La reconstitution du crime a eu lieu dans la nuit du 29 au 30 avril 2019 à Orvault en présence d'Hubert Caouissin,,,.
Lors des deux journées de reconstitution, le 29 et 30 avril 2019, Hubert Caouissin, entouré de ses avocats, de représentants judiciaires, de techniciens et d'experts, s'est montré « de bonne volonté et très précis ». Il a livré des faits circonstanciés concernant la nuit du 16 au 17 février 2017. Il a, en particulier, expliqué avoir arraché des mains de Pascal Troadec « un pied-de-biche », avant de frapper Pascal, Brigitte, Sébastien et Charlotte Troadec, jusqu'à les tuer, les uns après les autres. Selon lui, il a agi dans un moment de « peur et de fureur », et ses actes n'étaient pas du tout prémédités. Ces explications laissent assez sceptiques les avocats des parties civiles mais restent néanmoins convaincantes pour l'avocate des sœurs et de la mère de Brigitte Troadec.

## Obsèques
Les obsèques des quatre membres de la famille Troadec ont lieu le vendredi 19 mai 2017 dans l'église Saint-Houardon de Landerneau, commune où réside la famille de Brigitte Troadec. Les corps sont inhumés dans le cimetière de cette même commune.

## Conjectures

### Déroulement des faits
| \| Méan-Penhoët Pont-de-Buis Orvault Dirinon Brest Nantes \| Localisation des lieux cités : · Lieux des évènements. · Autres villes importantes. |
| Méan-Penhoët Pont-de-Buis Orvault Dirinon Brest Nantes                                                                                           |

Le 16 février, l'ex beau-frère de Pascal Troadec, Hubert Caouissin, 46 ans, serait venu à Orvault au domicile des Troadec avec un stéthoscope qu'il aurait appliqué aux fenêtres pour tenter de savoir ce qui se disait à l'intérieur. Il aurait ainsi espionné la famille une bonne partie de la soirée et serait ensuite entré au domicile des victimes par le garage. Il semblerait que Pascal Troadec et sa femme, ayant entendu du bruit, soient descendus au rez-de-chaussée. Selon les déclarations de Hubert Caouissin, le père de famille, muni d'un pied-de-biche, aurait eu une altercation avec lui. Hubert Caouissin se serait alors emparé du pied-de-biche pour frapper et tuer les parents puis leurs enfants.
Selon les aveux d'Hubert Caouissin, il serait alors resté dans la maison jusqu'au petit matin puis serait rentré à son domicile dans le nord de la Bretagne. Le 17 au soir, il serait retourné à Orvault pour effectuer un nettoyage de la maison. Dans la soirée du 18, il serait revenu à Orvault et y aurait rentré la voiture de Sébastien dans le garage pour y mettre les cadavres et les transporter dans sa ferme du Stang de Pont-de-Buis.
Dans la ferme, Caouissin démembre les corps à l'aide d'une hache et des tenailles à métaux. Il brûle os, peau et gras dans la chaudière à bois de sa ferme et jette la chair dans des ronciers, espérant qu'elle soit mangée par des animaux sauvages, mais 379 morceaux sont retrouvés par les enquêteurs,,. Avec l'aide de sa compagne, il nettoie le véhicule puis le dépose à Saint-Nazaire, au hasard, pour faire diversion.

### Mobile supposé
Dans un entretien au quotidien Le Parisien et publié le jeudi 9 mars 2017, la mère de Pascal et Lydie Troadec explique qu'un trésor « de lingots et de pièces d’or », découvert par son époux, est à l'origine de la tragédie. Un or « volé peut-être », croit-elle savoir, « à la Banque de France » lors de la Seconde Guerre mondiale. Elle ajoute que son mari, ex-artisan plâtrier, a récupéré cet or en 2006, lorsqu'il a effectué des travaux dans un immeuble datant de 1907 du vieux quartier de Recouvrance, à Brest. Il l'aurait ensuite caché dans le garage de leur maison.
Le 10 mars, le journal régional Le Télégramme publie le témoignage d'une femme qui déclare : « c'est mon père avec trois amis qui ont remonté du fond du port de Brest les lingots tombés à l'eau, lors du chargement du trésor de la Banque de France, en juin 1940, pour le soustraire aux mains des Allemands ». Ce témoignage précise les circonstances de cette « subtilisation » et le devenir du trésor par la suite.
Trois mois après le début de l'enquête, la police recherche toujours activement cet hypothétique trésor. La police judiciaire a mis la main, dans la maison d'Orvault, sur un paquet de lettres écrites par Renée Troadec, la mère de Pascal, dans lesquelles elle reproche à son fils d'avoir volé « l'héritage ». Toutefois elle ne fait pas référence directement à cet or qui n'aurait jamais été déclaré : un magot qui, selon elle, aurait dû être partagé avec Lydie, la sœur de Pascal et compagne d'Hubert Caouissin. La justice délivre, fin avril, des commissions rogatoires internationales (CRI) pour tenter de retrouver la trace de cet or éventuel dans les principautés d'Andorre et de Monaco, où Pascal et Brigitte se seraient targués d'avoir mis à l'abri le pactole.
Mais l'enquête ne révèle aucun compte caché, ni rentrée d'argent soudaine. Et, au sein de la famille Troadec, personne ne témoigne avoir vu le moindre lingot. Cependant, cette légende familiale est le fondement de ce que les experts psychiatres unanimes vont diagnostiquer comme étant un « délire paranoïaque » chez Hubert Caouissin. Le psychiatre Roland Coutanceau affirme impossible qu’Hubert Caouissin ait pu tromper les experts : « N’invente pas un délire qui veut [...]. Ce n’est pas si facile que ça de mimer la folie. »,. Hubert Caouissin est persuadé d'avoir été spolié et a une « certitude d’un danger de mort imminent ». Il craint notamment pour son fils, le dernier ayant droit du magot, qu'il pense poursuivi par des tueurs à gages. De plus, Renée Troadec, la mère de sa femme, a dit : « Pascal ne voudra pas s'arranger. Il préférera nous éliminer,,. » De surcroît, Hubert Caouissin est dépressif et en proie à un trouble de l'audition : il est torturé par les basses fréquences,,. Sa paranoïa le conduit à surveiller de près le train de vie de la famille Troadec, notant par exemple l'achat de voitures ou des voyages à l'étranger, ce qui, à ses yeux, constitue des preuves. Mais les voitures sont d'occasion et les vols low cost, donc rien qui soit en décalage avec les revenus des Troadec,. Hubert Caouissin affirme se rendre au domicile des Troadec le soir du meurtre pour « espionner » et trouver des preuves, afin de pouvoir dénoncer la famille au fisc et combler ainsi son sentiment d'injustice, ; d'après son récit, il est surpris par la famille et assailli, et il aurait tué pour se défendre, plaidant ainsi l'absence de préméditation. Mais, lors du procès, son scénario est jugé irréaliste, la justice estimant que se défendre contre quatre assaillants adultes est très difficile, et qu'il est surprenant qu'il ait pu les tuer tous les quatre sans être blessé,. Les experts envisagent un autre scénario, où deux victimes sont tuées pendant leur sommeil, dans leur lit, où ont été retrouvées des traces de sang,,.

## Polémique sur le traitement médiatique
Dans les premiers jours de l'affaire, un emballement médiatique a conduit certains médias, liés aux chaînes d'information en direct, à présenter à tort Sébastien Troadec, l'une des victimes, comme l'assassin potentiel. Ils vont même enquêter eux-mêmes en recherchant sur internet les commentaires ou autres publications en ligne du fils pour y trouver des éléments à charge, afin d'appuyer un premier sentiment de suspicion. Cette accusation et ce manque de déontologie ont été dénoncés par leurs confrères,.
Par la suite, l'affaire Troadec a donné lieu à des investigations de la part de certains hebdomadaires qui en rendent compte dans des articles détaillés.

## Expertise psychiatrique
Hubert Caouissin a été examiné par des psychiatres depuis son incarcération. Le compte-rendu de ces entrevues a été rendu public. Dans un rapport à l'automne 2017, remis aux juges d'instruction, l'expertise conclut à « une altération du discernement ». Cependant, en septembre 2018, une contre-expertise va être menée afin de vérifier les conclusions d'une première expertise.

## Procès
Le procès d'Hubert Caouissin et de Lydie Troadec débute le mardi 22 juin 2021 aux Assises de Loire-Atlantique à Nantes. Caouissin, 50 ans, est jugé pour « meurtre précédé, accompagné ou suivi d'un autre crime » et pour « atteinte à l'intégrité de cadavres ». Son ancienne compagne Lydie Troadec, 51 ans, comparaît pour « recel de cadavres » et « modification des preuves d'un crime ». Le 6 juillet suivant, les peines maximales, prison à perpétuité contre Caouissin pour le quadruple meurtre et trois ans de prison ferme pour Lydie Troadec, sont requises par le parquet.
Le 7 juillet 2021, Hubert Caouissin est reconnu coupable du quadruple meurtre de Pascal, Brigitte, Sébastien et Charlotte Troadec. Il est condamné à 30 ans de réclusion criminelle, échappant à la prison à perpétuité, la cour ayant retenu une altération du discernement. Aucune peine de sûreté spéciale n’ayant été prononcée, la durée minimale de son emprisonnement est de 15 ans. Lydie Troadec, sa compagne, est reconnue coupable de recel de cadavres et de modification de la scène du crime. Elle est condamnée à 3 ans de prison, dont un avec sursis. Les avocats des accusés condamnés annoncent que leurs clients acceptent le verdict et ne souhaitent pas faire appel de leurs sanctions pénales. Hubert Caouissin fait cependant appel de l’arrêt civil fixant les indemnisations des préjudices des familles des victimes à 450 000 €, estimant que ces « indemnités sont trop importantes ».

## Documentaires
- « Disparitions mystérieuses de familles » le 11, 18 et 30 mars et 9 avril 2017 dans Chroniques criminelles sur NT1.
- « L'affaire Troadec : la haine en héritage » dans « Spécial familles disparues » le 1er mai 2017 dans Crimes sur NRJ 12.
- « L'affaire Troadec » (premier reportage) le 29 juillet 2017 dans Reportages faits divers sur TF1.
- « Massacrés pour un faux trésor » le 3 février 2019 dans Indices sur Numéro 23.
- Thomas Rosec, « Affaire Troadec, or, rage et désespoir » [audio], sur Binge Audio, mai 2021 (consulté le 18 mai 2021)
- « L'affaire Troadec » le 24 août 2018 dans Affaires sensibles sur France Inter
- « Fiction : L'affaire Troadec » série en six épisodes écrite par François Luciani, mai 2022 dans Affaires sensibles
- « Affaire Troadec, massacre pour un trésor imaginaire » le 9 avril 2022 dans Au bout de l'enquête, la fin du crime parfait ? sur France 2
- « Obsession sur les Troadec » le 18 septembre 2022 dans Faites entrer l'accusé sur RMC Story

## Enquêtes journalistiques
- Béatrice Fonteneau et Jean-Michel Laurence, Les secrets de l'affaire Troadec, éditions L'Archipel, 2021, 280p. (ISBN 2809840474).
- François Rousseaux, Pour tout l'or du monde, éditions Fayard, 2021, 252p.  (ISBN 9782213711690)